# Túnel em forma de tubo

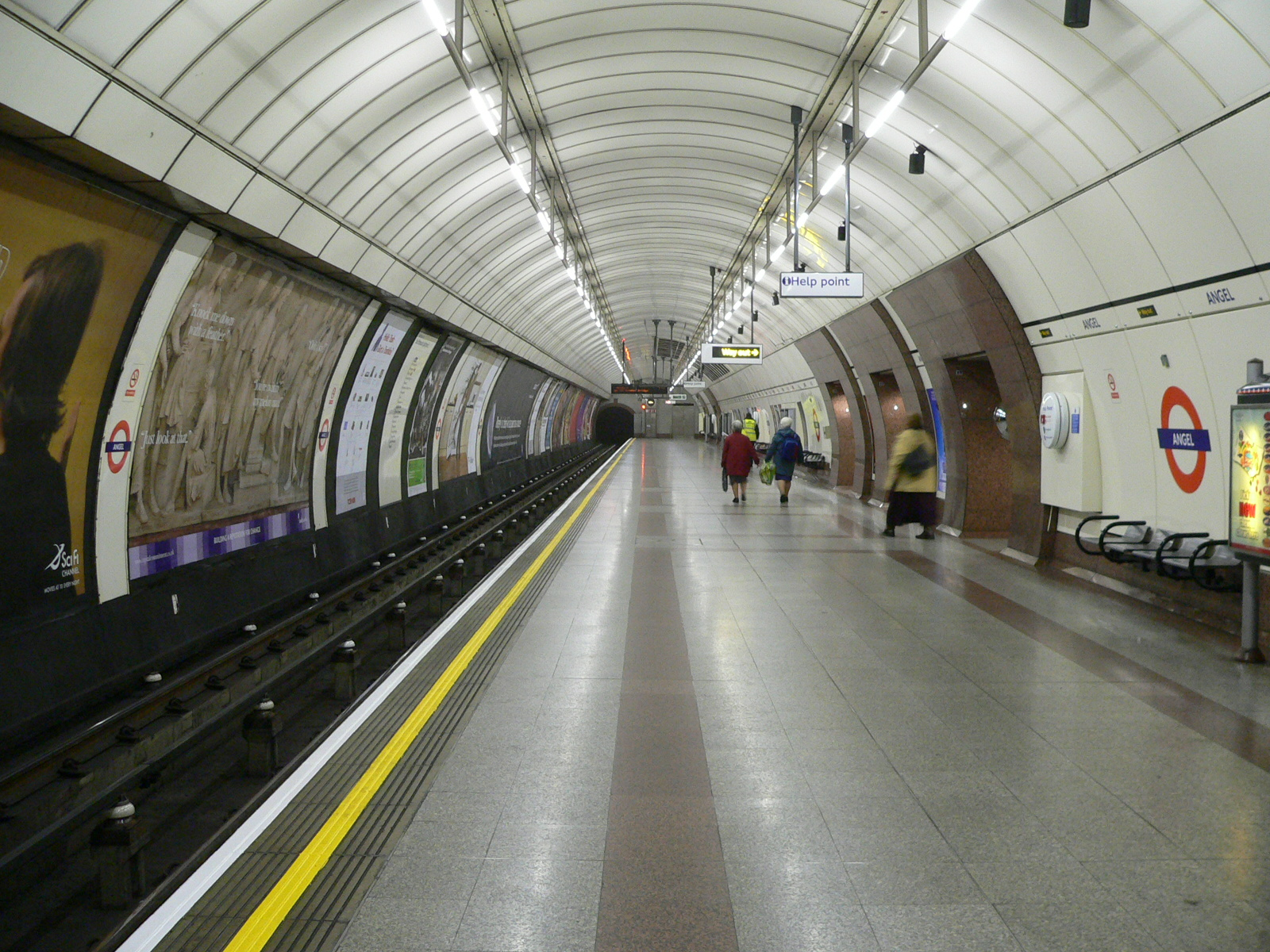
A alcunha "the Tube" vem da forma circular em forma de túnel que os túneis têm e as estações onde as carruagens chegam o mesmo. Esta fotografia, mostra a forma circular da Angel tube station na Northern Line.

Os túneis em forma de tubo são túneis construídos em forma circular quase perfeita.
Este género de túneis, foi muito utilizado no século XX. exemplos destes túneis podem ser vistos no Metro de Londres, metro este também conhecido por Tube por causa dos seus túneis em forma de tubos.